# Natação no Campeonato Europeu de Esportes Aquáticos de 2018 - 200 m costas feminino
A prova dos 200 metros costas feminino da natação no Campeonato Europeu de Esportes Aquáticos de 2018 ocorreu nos dias 8 e 9 de agosto no Tollcross International Swimming Centre, em Glasgow no Reino Unido. 

## Calendário
| Fase          | Data        | Hora  |
| ------------- | ----------- | ----- |
| Eliminatórias | 8 de agosto | 09:00 |
| Semifinal     | 8 de agosto | 16:53 |
| Final         | 9 de agosto | 17:20 |

Todos os horários estão no horário local (UTC+0)

## Recordes
Antes desta competição, os recordes eram os seguintes:
|                       | Nadadora            | Tempo   | Local   | Data                 |
| --------------------- | ------------------- | ------- | ------- | -------------------- |
| Recorde mundial       | Missy Franklin      | 2:04.06 | Londres | 28 de julho de 2012  |
| Recorde europeu       | Anastasia Zuyeva    | 2:04.94 | Roma    | 1 de agosto de 2009  |
| Recorde do campeonato | Krisztina Egerszegi | 2:06.62 | Atenas  | 22 de agosto de 1991 |

Os seguintes novos recordes foram estabelecidos durante esta competição. 
| Data        | Prova | Nadadora            | Nacionalidade | Tempo   | Recordes              |
| ----------- | ----- | ------------------- | ------------- | ------- | --------------------- |
| 9 de agosto | Final | Margherita Panziera | Itália        | 2:06.18 | Recorde do campeonato |

## Medalhistas
| Ouro                      | Prata                | Bronze               |
| Margherita Panziera (ITA) | Daria Ustinova (RUS) | Katalin Burián (HUN) |

## Resultados

### Eliminatórias
Esses foram os resultados das eliminatórias. 
| Pos. | Bateria | Raia | Nadadora            | Nacionalidade | Tempo   | Notas |
| ---- | ------- | ---- | ------------------- | ------------- | ------- | ----- |
| 1    | 2       | 4    | Daria Ustinova      | Rússia        | 2:08.89 | Q     |
| 2    | 1       | 5    | Katalin Burián      | Hungria       | 2:10.22 | Q     |
| 3    | 1       | 3    | Anastasiia Avdeeva  | Rússia        | 2:10.31 | Q     |
| 4    | 1       | 4    | Margherita Panziera | Itália        | 2:10.32 | Q     |
| 5    | 2       | 3    | Jenny Mensing       | Alemanha      | 2:11.23 | Q     |
| 6    | 2       | 6    | Cristina García     | Espanha       | 2:12.59 | Q     |
| 7    | 2       | 5    | Daryna Zevina       | Ucrânia       | 2:12.90 | Q     |
| 8    | 2       | 0    | Gabriela Georgieva  | Bulgária      | 2:13.11 | Q     |
| 9    | 2       | 1    | Ekaterina Avramova  | Turquia       | 2:13.40 | Q     |
| 10   | 3       | 2    | Simona Baumrtová    | Chéquia       | 2:13.45 | Q     |
| 11   | 3       | 3    | Polina Egorova      | Rússia        | 2:13.68 |       |
| 12   | 2       | 7    | Tessa Vermeulen     | Países Baixos | 2:13.70 | Q     |
| 13   | 2       | 2    | Kathryn Greenslade  | Reino Unido   | 2:13.75 | Q     |
| 14   | 3       | 5    | Lisa Graf           | Alemanha      | 2:13.77 | Q     |
| 15   | 3       | 6    | África Zamorano     | Espanha       | 2:14.30 | Q     |
| 16   | 1       | 8    | Lena Grabowski      | Áustria       | 2:15.30 | Q     |
| 17   | 3       | 9    | Aviv Barzelay       | Israel        | 2:15.46 | Q     |
| 18   | 3       | 7    | Shahar Menahem      | Israel        | 2:15.58 |       |
| 19   | 1       | 0    | Signhild Joensen    | Ilhas Feroé   | 2:15.84 |       |
| 20   | 1       | 6    | Carlotta Toni       | Itália        | 2:16.53 |       |
| 21   | 3       | 1    | Weronika Górecka    | Polónia       | 2:16.60 |       |
| 22   | 2       | 9    | Victoria Bierre     | Dinamarca     | 2:16.75 |       |
| 23   | 2       | 8    | Anastasia Gorbenko  | Israel        | 2:16.89 |       |
| 24   | 3       | 8    | Karolina Hájková    | Eslováquia    | 2:17.20 |       |
| 25   | 3       | 0    | Vilma Ruotsalainen  | Finlândia     | 2:18.58 |       |
| 26   | 1       | 1    | Aleksa Gold         | Estónia       | 2:18.95 |       |
| 27   | 1       | 2    | Maryna Kolesnykova  | Ucrânia       | 2:19.22 |       |
| 28   | 1       | 7    | Agata Naskręt       | Polónia       | 2:20.19 |       |
| 29   | 1       | 9    | Fjorda Šabani       | Kosovo        | 2:27.71 |       |
| 30   | 3       | 4    | Katinka Hosszú      | Hungria       | DNS     | DNS   |

### Semifinal
Esses foram os resultados das semifinais. 
Semifinal 1
| Pos. | Raia | Nadadora            | Nacionalidade | Tempo   | Notas |
| ---- | ---- | ------------------- | ------------- | ------- | ----- |
| 1    | 5    | Margherita Panziera | Itália        | 2:07.27 | Q     |
| 2    | 4    | Katalin Burián      | Hungria       | 2:07.65 | Q     |
| 3    | 1    | África Zamorano     | Espanha       | 2:11.69 | Q     |
| 4    | 2    | Simona Baumrtová    | Chéquia       | 2:12.02 |       |
| 5    | 3    | Cristina García     | Espanha       | 2:12.67 |       |
| 6    | 6    | Gabriela Georgieva  | Bulgária      | 2:13.19 |       |
| 7    | 7    | Kathryn Greenslade  | Reino Unido   | 2:13.96 |       |
| 8    | 8    | Aviv Barzelay       | Israel        | 2:15.41 |       |

Semifinal 2
| Pos. | Raia | Nadadora           | Nacionalidade | Tempo   | Notas |
| ---- | ---- | ------------------ | ------------- | ------- | ----- |
| 1    | 4    | Daria Ustinova     | Rússia        | 2:08.19 | Q     |
| 2    | 3    | Jenny Mensing      | Alemanha      | 2:08.92 | Q     |
| 3    | 1    | Lisa Graf          | Alemanha      | 2:09.32 | Q     |
| 4    | 5    | Anastasiia Avdeeva | Rússia        | 2:09.54 | Q     |
| 5    | 6    | Daryna Zevina      | Ucrânia       | 2:11.17 | Q     |
| 6    | 7    | Tessa Vermeulen    | Países Baixos | 2:13.32 |       |
| 7    | 2    | Ekaterina Avramova | Turquia       | 2:14.13 |       |
| 8    | 8    | Lena Grabowski     | Áustria       | 2:15.08 |       |

### Final
Esse foi o resultado da final. 
| Pos.              | Raia | Nadadora            | Nacionalidade | Tempo   | Notas                 |
| ----------------- | ---- | ------------------- | ------------- | ------- | --------------------- |
| Medalha de ouro   | 4    | Margherita Panziera | Itália        | 2:06.18 | Recorde do campeonato |
| Medalha de prata  | 3    | Daria Ustinova      | Rússia        | 2:07.12 |                       |
| Medalha de bronze | 5    | Katalin Burián      | Hungria       | 2:07.43 |                       |
| 4                 | 2    | Lisa Graf           | Alemanha      | 2:08.58 |                       |
| 5                 | 7    | Anastasiia Avdeeva  | Rússia        | 2:10.03 |                       |
| 6                 | 6    | Jenny Mensing       | Alemanha      | 2:10.77 |                       |
| 7                 | 1    | Daryna Zevina       | Ucrânia       | 2:10.89 |                       |
| 8                 | 8    | África Zamorano     | Espanha       | 2:11.55 |                       |

Legenda
| Recorde mundial       | Recorde mundial (World record)               |                       | Recorde africano                      | Recorde africano (African) |                                           | Q | Classificado por posição (Qualified) |
| Recorde do campeonato | Recorde do campeonato (Championship record)  | Recorde da América    | Recorde da América (Americas)         | q                          | Classificado por melhor tempo (Qualified) |   |                                      |
| Melhor marca do ano   | Melhor marca do ano (World leading)          | Recorde asiático      | Recorde asiático (Asian)              | DNS                        | Não largou (Did not start)                |   |                                      |
| Recorde nacional      | Recorde nacional (National record)           | Recorde europeu       | Recorde europeu (European)            | DNF                        | Não terminou (Did not finish)             |   |                                      |
| Recorde pessoal       | Recorde pessoal do atleta (Personal best)    | Recorde da Oceania    | Recorde da Oceania (Oceania)          | DSQ / DQ                   | Desclassificado (Disqualified)            |   |                                      |
| Recorde da temporada  | Recorde da temporada do atleta (Season best) | Recorde sul-americano | Recorde sul-americano (South America) | NM                         | Sem marca (No mark)                       |   |                                      |